# Горна Лужица
Горна Лужица (на немски: Oberlausitz; на горнолужишки: Hornja Łužica; на долнолужишки: Górna Łužyca, на чешки: Horní Lužice; на полски: Górne Łużyce или Milsko) е историко-географска област, част от Лужица, и е разположена на територията на германската провинция Саксония и югозападна Полша (Долносилезко войводство). Център на областта е град Бауцен.
В Горна Лужица, заедно с германците, живее и западнославянска народност – лужичани, или т.н. лужишки сърби (около 20 хил. души), говорещи на горнолужишки език.
През първото хилядолетие територията на Горна Лужица е населена от милчани. През 10 век Лужица е завоювана от германски феодали. От 11 до 14 век Горна Лужица принадлежи на маркграфовете на Майсен, на Полша, Бохемия и Бранденбург. През 1367 г. Горна Лужица влиза в състава на кралство Бохемия (което е съответно от 1526 г. – в състава на Хабсбургската монархия). През 1635 г. Горна Лужица става владение на курфюрство Саксония. През 1815 г. част от Горна Лужица с град Гьорлиц става част от пруската провинция Силезия.
От 1541 г. в Горна Лужица се провежда конно пасхално шествие Остеррайтен (Пасхална кавалкада).